# Клан Ламонт

Символ (хрест) клану Ламонт.

Герб вождів клану Ламонт.

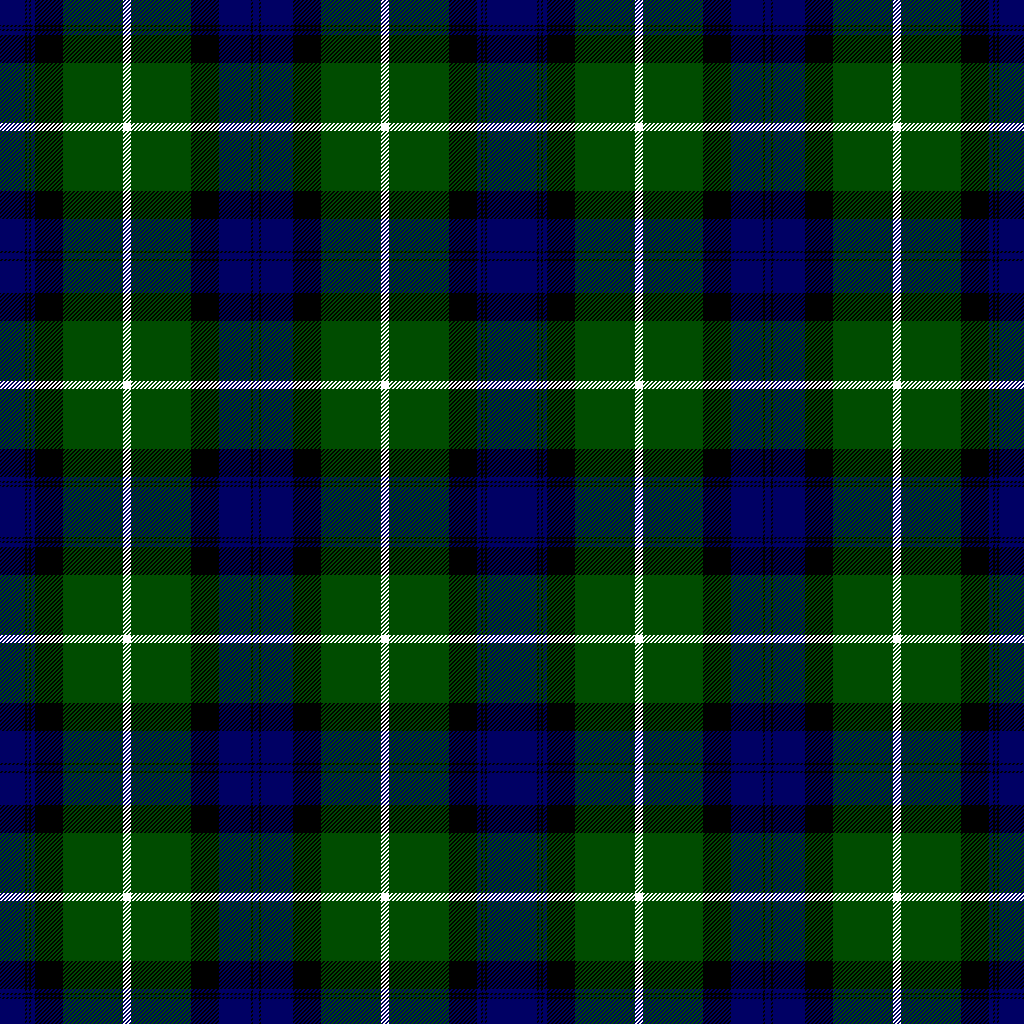
Тартан клану Ламонт.

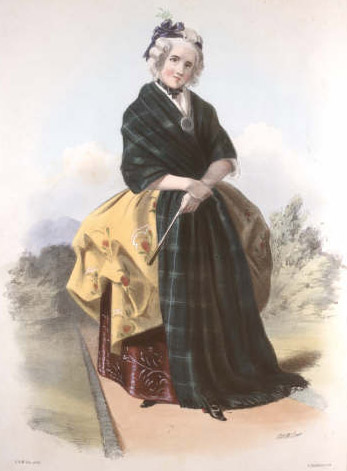
Леді з клану Ламонт у традиційному вбранні. Малюнок художника Р. Р. МакЯна 1845 року.

«Чевона рука» — символ північноірландського королівства Улад (Ольстер) з якого походить клан.

Клан Ламонт — (шотл. гельск. — Clan Lamont) — один з кланів гірської Шотландії — Гайленду. Клан має ірландське походження — як, зрештою, і багато інших давніх шотландських кланів. Тільки в інших шотландських кланах генеалогічне древо не відоме аж до ірландських коренів, а тут відоме. Клан походить від ірландського королівського роду О'Нейлів (О'Нілів) — від сина ірландського короля Анрохана О'Нейла (ірл. — Ánrothán Ua Neill). Цей давній ірландський королівський рід походить від верховного короля Ірландії Ніла (Ніалла) Девяти Заручників (368–395 роки правління згідно «Історії Ірландії» Джеффрі Кітінга). Клан Евен Оттер, клан МакНейл Барра, клан МакЛахлан, клан Свіні (шотл. — Clan Sweeney) теж є нащадками Анрохана О'Нейла. Так що ці клани є спорідненими з кланом Ламонт. І всі вони, зрештою, є нащадками верховного короля Ірландії на ймення Конн Сто Битв (116–136 роки правління).
Землями клану Ламонт протягом багатьох століть були скелясті пагорби півострова Ковал в Аргайлі. Клан Ламон постраждав у результаті міжкланових війн — у 1646 році в Данун клан Кемпбелл влаштував різанину — були вбиті понад 200 чоловік з клану Ламонт. Багато людей з клану Ламонт змушені були тікати зі своєї землі, розселятися по різних районах Шотландії. Сьогодні люди з клану Ламонт розсіяні по всьому світі — Канада, Австралія, Англія та ін. країни.
Нинішній вождь клану: XXVI вождь клану — священик Петер Ноел Ламонт (шотл. — Peter Noel Lamont).
Символ клану: дика яблуня
Гасло клану: Ne parcas nec spernas — «Ні пощади, ні поклоніння.» (лат.)

## Історія клану Ламонт

### Гіпотези про походження назви
Є гіпотеза, що назва клану походить від імені людини — Лагман, що в свою чергу походить від давньоскандинавського Logmaðr. Це слово складається з двох слів — «закон» і «людина». Тобто Лагман — «людина закону» і відповідно назва клану означає «люди закону».

### Походження клану Ламонт
Близько 500 року з ірландського королівства Дал Ріада відбулась міграція людей на територію нинішньої Шотландії. Королівство Дал Ріада розширювало свою територію і міцніло, поступово витісняючи корінне населення Шотландії (тодішньої Каледонії або Альби) — піктів. Згідно легенди плем'я скоттів, що було домінуючим в королівстві Дал Ріада очолювали три сини короля Ерка. Скотти перенесли центр свого королівства Дал Ріада з території Ірландії на територію нинішньої Шотландії — в землю Аргайл. Сюди ж вони привезли священний Камінь Долі який використовувався при коронації королів Дал Ріади. Пізніше піктів остаточно завоював король Дал Ріади Кеннет Мак Альпін і переніс Камінь Долі до нової столиці королівства — Сконе. Це відбулось у 844 році.
Антрохан О'Нейлл (ірл. — Anrothan O'Neill) з династії королів Ірландії в цей час вирішив переселитися з Ірландії до Шотландії, відмовившись від прав на трон в ірландському королівстві Айлех і від прав на трон верховного короля Ірландії яким тоді володіли безроздільно О'Нейлли. Він і його прибічники осіли на землях Аргайл. Нащадком Антрохана був Аода Алайнн О'Нейлл (ірл. — Aodha Alainn O'Neil). У нього були три сини: Гіллахріст (ірл. — Gillachrist), Нейлл (ірл. — Neill), Дунслебе (ірл. — Dunslebhe). Син Гіллахріста — Лаклан став засновником клану МакЛахлан. Нейлл (Ніл) став засновником клану МакНейлл Барра. Дунслебе мав двох синів: Евена (Ewen) та Ферхара (Fearchar). Евен заснував клан Евен Оттер. Онук Ферхара заснував клан Ламонт.
До XIII століття клан Ламонт був відомий як клан МакКеррахер — названий на честь Ферхара. У 1235 році сер Лаумон (Laumon) підписав хартію про надання земель абатству Пейслі (Paisley Abbey). Від прізвища сера Лаумона і походить сучасна назва Ламонт. Його нащадки — вожді клану Ламонт стали відомі як Великі МакЛамонти всіх Ховайл (шотл. гельск. — Mac Laomain mor Chomhail uile).

### XIV століття— війна за незалежність Шотландії
Під час війни за незалежність Шотландії сер Джон Ламонт — онук Сера Ламонта, вождь клану Ламонт став на сторону клану МакДугалл — ворогів Роберта Брюса і його конкурентів щодо трону королів Шотландії. Але МакДугаллам не вдалося стати королями Шотландії і клан Ламон від цього постраждав — так само як і його союзники. Після того як Роберт Брюс затвердився на троні королів Шотландії, він і його нащадки помстилися кланам, що ворогували з ним. У 1371 році король Роберт II віддав землі Данун, що належали до того клану Ламонт союзникам Роберта Брюса — серу Коліну Кембеллу — Чорному Лицарю озера Лох Ейв. До кінця XIV клан Кемпбелл захопив майже всі землі Ковал, що належали здавна клану Ламонт. Попри династичні шлюби клану Ламонт та клану Кемпбелл, на періодичні примирення, стосунки між кланами Кемпбелл та Ламонт були вкрай напруженими.

### XV століття
У 1400 році три придворні короля Роберта, скориставшись відсутністю лорда, захопили замок Ротсей. Потім під час полювання в землях Ховайл вони захопили і зґвалтували трьох жінок з клану Ламонт. Довідавшись про це люди з клану Ламонт наздогнали цих трьох придворних і вбили їх. Король, довідавшись про цей інцидент, покарав клан Ламон відібравши у них землі — майже 8 квадратних миль в Страх Ехайг (шотл. гельск. — Strath Echaig) і передав їх клану Кемпбелл. У результаті цього влада клану Кемпбелл зміцніла, території збільшились, а клан Ламонт все більше занепадав. Але клан Ламонт не одноразово робив жести доброї волі по відношенню до клану Кемпбелл. Так у 1442 році вождь клану Ламонт дозволив поховати на своїй землі старшого сина сера Дункана Кемпбелла. Його поховали в Кірк Кілмун (шотл. гельк. — Kirk Kilmun), що на Святому Озері.
У 1472 році клан Кемпбелл отримав хартію на землі Данун (що належали раніше клану Ламонт) і цей клан перетворив замок на цих землях на свою основну резиденцію.

### XVI століття
XVI століття ввійшло в історію Шотландії як епоха війни кланів. Ця війна кланів не оминула і клан Ламонт. Але давні вороги Ламонт та Кемпбелл об'єдналися, коли виникла загроза для Шотландії з боку Англії та її короля Генріха VIII у 1544 році. Генріх VIII планував, користуючись конфліктами в Шотландії, викрасти дитину Марію Стюарт — спадкоємницю трону шотландських королів і видати заміж за свого спадкоємця. Для цього він направив військову експедицію в Ферт-оф-Клайд. Сил у кланів Ламонт та Кемпбелл, звісно, не вистачило щоб перемогти англійські війська, але вони зупинили їх на деякий час і ерл Леннокс встиг відвести її в замок Стерлінг і врятувати дім Стюартів.

### XVII століття

#### Гостинність клану МакГрегор
У 1600 році відбулась наступна подія. Син вождя клану Ламонт і син вождя клану МакГрегор Глестре відправились разом на полювання на берах озера Лох-Ейв. Вони зупинилися на ніч, поставивши табір, але між двома чоловіками виникла сварка, яка переросла у збройну сутичку — син вождя клану Ламонт смертельно поранив сина вождя клану МакГрегор кинджалом. Потім Ламонт втік, а слуги МакГрегора погналися за ним навздогін. Ламонт збився з дороги, довго блукав, і вийшов до дому вождя клану МакГрегор. Дізнавшись, що Ламонт тікає від смерті він пообіцяв йому захист, але скоро довідався, що втікач вбив його сина. Але обіцянка, закони гостинності Хайленду змусили його дотриматись слова і захистити втікача від розлючених слуг. Потім він вночі провів Ламонта до берега озера Лох-Файн, дав йому човен і сказав: «Втікай! Коли ти будеш на землі свого клану, тільки тоді ми будемо переслідувати тебе. Рятуйся, якщо можеш!»
Через багато років людина з клану МакГрегор Гленстре з'явилась біля замку Товард. Втікач сказав, що він шукає притулку — він тікає від клану Кемпбелл, що переслідує його. Вождь клану Ламонт згадав благородний вчинок МакГрегорів і надав втікачу захист і притулок. Старий МакГрегор прожив під захистом клану Ламонт багато років до своєї смерті і був похований біля каплиці Святої Марії біля Товард-ан-Вілт.

#### Війна трьох королівств і різанина в Данун
Найсумніший час для клану Ламонт — середина — середина XVII століття. Почалися жорстокі громадянські війни на Британських островах. В Шотландії крім розколу згідно політичних вподобань війна посилювалась ворожнечею кланів. Цей період історії називають ще «війною трьох королівств». Війна розривала Шотландію на три частини, призвела до загибелі величезної кількості людей. Участь клану Ламонт у цих війнах почалась з союзу з кланом Кампбелл, а закінчилась подією яку називають «різанина в Данун».
Вождем клану Ламонт на той час був Джеймс Ламонт. У 1634 році сер Джеймс представляв баронів Аргайл в парламенті. Два роки по тому почався конфлікт щодо змови роялістів в якій брали участь вожді шотландських гірських кланів. Після розкриття змови маркізом Аргайлу (з клану Кампбелл) Джеймс Ламот потрапив у вкрай неприємну і двозначну ситуацію. Джеймс Ламонт співчував роялістоам, але в нього не лишалося іншого вибору як стати на сторону Маркіза Аргайл. Після перемоги роялістів в битві під Інверлохі Джеймс Ламонт потрапив в полон, але був відпущений і пристав на сторону роялістів. Клан Ламонт об'єднав свої сили з кланом Аласдайр МакКолла і напав на землі клану Кемпбелл. Брат сера Джеймса Ламонта — Арчібальд вів загони через Лох-Лонг разом з ірландськими загонами МакКолла і дійшли до місцевості Строун. Потім вони спустошили великі території які контролював клан Кемпбелл. Клан Ламонт особливо затято воював за землі Північний Ковал, які вважав своїми споконвічними землями відібраними «ненаситними Кемпбеллами». Клан Ламонт оточив вежу Кілмун. Захисники здалися повіривши в обіцянку, що життя їм буде збережене. Але всі вони були страчені. Потім клан Ламонт грабував землі Стахур захопивши багато зерна і худоби, повбивавши багато людей.
У 1646 році ватажки клану Ламонт перебували в замках Товард та Аског і були там оточені людьми з клану Кемпбелл які хотіли помститися. 1 червня Кемпбелли притягнули гармати і стали обстрілювати твердині клану Ламонт. Два дні по тому вождь клану Ламонт сер Джеймс здався разом зі своїми соратниками під письмову обіцянку, що їм збережуть життя. Сера Джеймса та його найближчих родичів кинули у темницю в підземелля, де він був 5 років. Замки клану Ламонт були розграбовані і спалені. Більше 100 чоловік з клану Ламонт були страчені в Данун попри письмову обіцянку лишити їх живими. 36 ватажків клану Ламонт були повішені на деревах, а потім поховані у братській могилі — дехто ще живим. Через 5 років сер Джеймс Ламонт став перед судом у замку Стірлінг. Джеймсу Ламонту подарували життя. Випустили його на свободу значно пізніше, після перемоги Кромвеля під Стерлінгом. Конфіскацію земель клану Ламонт було оголошено незаконною. Було оголошено, що клану Ламонт було завдано збитків на суму 600 000 шотландських фунтів. У 1661 році сер Колін Кемпбелл, що здійснив різанину в Данун був визнаний винним у злочині і втратив голову.

### XVIII століття
Хоча клан Ламонт і зберіг свої землі, але до XVIII століття настільки ослаб та був знекровлений, що не відігравав ніякої ролі у буремному для Шотландії XVIII столітті. Їх землі в Ковал були оточені міцними замками клану Кемпбелл і тому клан Ламонт — католицький клан і прихильник незалежності Шотландії не зміг виступити на боці якобітів під час повстань 1715 та 1745 років. Але оскільки клан Ламонт не брав участі у повстанні якобітів, він не потрапив у жорстоку машину знищення шотландських кланів. Система кланів у Шотландії була жорстоко знищена після поразки шотландців у битві під Куллоден у 1746 році. Поза законом опинилися і тартани, і волинки, і кланові закони — Шотландія потрапила у смугу глибокого регресу і різких змін традиційного способу життя.

### XIX–XX століття
Вожді клану Ламонт жили в замку Ардламонт, аж доки ці землі не були продані у 1893 році XXI вождем клану Ламонт сером Джоном Генрі Ламонтом Ламонтським, що після цього емігрував до Австралії. Нинішній вождь клану Ламонт — Пітер Ноель Ламонт є членом постійної ради шотландських вождів. Він є священиком в Марайонг (біля Сіднею, Австралія).

## Септи клану Ламонт
- Aldownie, (також Aldowny)
- Bearden
- Black
- Blackie
- Blaik
- Blaikie
- Blake
- Blaker
- Blakey
- Broun
- Brown
- Bordon
- Burden
- Burdon
- Burton
- Clement, (також Clements)
- Lamb
- Lamant
- Lambie
- Lamm
- Lammie
- Lammon
- Lammond
- Lamon
- Lamond
- Lamondson
- Lamons
- Lamont
- Lander, (також Landers)
- Learmonth
- Leeman
- Leemon
- Lemmon, (також Lemmons)
- Lemon, (також Lemons)
- Lemond
- Limon
- Limond
- Limont
- Lhomond
- Lomond
- Lucas
- Luck
- Luckie, (також Lucky)
- Luke
- MacAldowie
- MacAlduie
- MacClammie, (також MacClammy)
- MacClement, (також MacClements)
- MacCluckie, (також MacClucky)
- MacClymont
- MacEaracher
- MacErcher
- MacErracher
- MacFarquhar
- MacGilledow
- MacGillegowie
- MacGorie, (також MacGory)
- MacGorrie
- Mackquein (псевдонім власне Lamont)
- MacIldowie
- MacIlwham (також Wham)
- MacIlwhom
- MacInturner
- MacKerchar
- MacKerracher
- MacLammie, (також MacLammy)
- MacLamond
- MacLaren
- McLellan
- MacLemmon
- MacLemon
- MacLimans
- MacLucas
- MacLuckie, (також MacLucky)
- MacLugash
- MacLuke
- MacLusa
- MacLymont
- MacMunn
- MacPatrick
- MacPhunn
- MacSorley
- MacSurely
- Meickleam
- Meickleham
- Meikle
- Meikleham, (також Meiklehem)
- Meiklejohn
- Meiklem
- Munn
- Munt
- Paterson, (також Patersson)
- Patrick
- Phorich
- Sorlie, (також Sorly)
- Toward
- Towart
- Turner
- White
- Whyte
- Young